# 利珀斯多夫-埃德曼斯多夫
利珀斯多夫-埃德曼斯多夫（德語：Lippersdorf-Erdmannsdorf）是德国图林根州的一个市镇。总面积9.97平方公里，总人口465人，其中男性251人，女性214人（2011年12月31日），人口密度47人/平方公里。